# Лисенко, Иосиф Львович
Иосиф Львович Лисенко (1801—1867) — русский генерал-лейтенант.

## Биография
Родился в селе Козляничах 17 мая 1801 года.
На службу определён был в 1819 г. из Дворянского полка прапорщиком в 81-ю понтонную роту; в 1824 г. произведён в подпоручики, а в следующем 1825 г. поступил в артиллерийское училище; в 1829 г. — был поручиком, в 1832 — штабс-капитаном и в 1834 г. — капитаном 14-й артиллерийской бригады. Год спустя, Лисенко назначен был уже командиром резервной № 3 батареи 15-й артиллерийской бригады, а с 1842 г. командовал батарейной № 4 батареей 12-й бригады и в том же году произведён был в подполковники, а в 1847 г. — в полковники. В этом чине он принял участие в Венгерском походе 1849 г. и за отличие в сражении при селении Золча награждён был орденом св. Владимира 4-й степени и австрийским орденом Железной короны 2-й степени. 26 ноября 1850 г. Лисенко, за беспорочную выслугу 25 лет в офицерских чинах получил орден св. Георгия 4-го класса (№ 8398 по списку Григоровича — Степанова); в 1852 г. он назначен был командиром лабораторной № 2 роты, в 1853 г. — командиром резервной бригады 4-й артиллерийской дивизии, в 1855 г. одновременно командовал и батарейной № 1 батареей той же дивизии и в том же году произведён был в генерал-майоры. В следующем 1856 г. Лисенко сперва командовал 2-й бригадой 15-й пехотной резервной дивизии, а затем зачислен был по пешей артиллерии. В 1861 г. произведён был в генерал-лейтенанты и в этом чине вышел в отставку. Умер в 1867 г.